# José Gabriel Campos
José Gabriel Campos (n. 10 de septiembre de 1983, Cartagena, Murcia) es un actor de teatro, cine, televisión y docente español, conocido por formar parte del reparto de la serie El secreto de Puente Viejo (2014-2020) en Antena 3 como Don Onésimo Fernández Mirañar. 

## Biografía
Estudió en la Escuela Superior de Arte Dramático de Murcia. Eligió Commedia dell'Arte para estudios más profundos, formándose con Antonio Fava en la «Scuola Internazionale dell'Attore Comico», donde trabajó como profesor de técnica gestual (2010-14). De Antón Valén («Cirque du Soleil») y Carles Castillo (Imprebís) recibió perfeccionamiento en clown e improvisación, de Gemma Galiana y Matej Matejka (Teatro Zar) en teatro físico. Además de participar en varios proyectos dramáticos, ha enseñado Commedia dell’Arte en Italia, Bélgica, Alemania, Brasil y en Escuelas Superiores de Arte Dramático de España. Campos forma parte de la Unión de Actores de la Región de Murcia, habla cinco lenguas, es licenciado en Traducción e Interpretación por la Universitat Jaume I y ha traducido un libro (Les Masques Comiques d'Antonio Fava, 2010) del francés al español. Ha publicado varios artículos sobre traducción e interpretación en revistas especializadas.
Es profesor de módulos sobre la Commedia dell'Arte y sobre técnica gestual en la Scuola dell'Attore Comico dentro del Stage Internazionale di Commedia dell'Arte; y durante el XXVI y XXVII Stage Internazionale di Commedia dell'Arte en Reggio Emilia (Italia) fue asistente de Fava. Además de con ese maestro italiano, Campos ha estudiado con Norman Taylor, entre otros.

## Filmografía

### Cine
| Año  | Título                                   | Rol |
| ---- | ---------------------------------------- | --- |
| 2018 | El B@rbero                               |     |
| 2019 | There will be Monsters (Habrá monstruos) |     |
| 2022 | Modelo 77                                |     |
| 2023 | La ermita                                |     |

### Televisión
| Año         | Título                     | Cadena   | Papel                         | Notas           |
| ----------- | -------------------------- | -------- | ----------------------------- | --------------- |
| 2014        | El secreto de Puente Viejo | Antena 3 | Fidel                         | 4 episodios     |
| 2015 - 2020 | El secreto de Puente Viejo | Antena 3 | Don Onésimo Fernández Mirañar | 1.163 episodios |
| 2024        | La Moderna                 | RTVE     | Aureliano                     | 7 episodios     |
| 2024        | 4 estrellas                | RTVE     | Sospechoso                    | 1 episodio      |
| 2024        | Las abogadas               | RTVE     | Francisco Acosta              | 1 episodio      |
| 2025        | Isla Brava                 | VIX      | Manuel Prieto                 | 3 episodios     |

## Teatro
| Año  | Título                                                                | Dirección             | Papel                              | Compañía                                  |
| ---- | --------------------------------------------------------------------- | --------------------- | ---------------------------------- | ----------------------------------------- |
| 2010 | El bosque de los relatos del mundo                                    | Alfredo Ávila         |                                    | La Murga Teatro                           |
| 2010 | Le astuzie di Coviello                                                | Antonio Fava          | Bagattino                          | ArscomicA                                 |
| 2012 | Los dos gemelos venecianos                                            | Javier González Soler | Zanetto & Tonino Bisognosi         | Distrito Teatro y El Hechizo Teatro       |
| 2012 | El cocktail de Brighella                                              | Antonio Fava          | 9 personajes de Commedia dell'Arte | Arscomica                                 |
| 2013 | Los tres cerditos                                                     | Juan Pedro Romera     | Cerdi                              | Pupa Clown                                |
| 2013 | La Cantante Calva                                                     | José Bote             | Oficial de bomberos                | Teatro de la Entrega                      |
| 2014 | Mimus albus comedy                                                    | Antonio Fava          | Raspo                              | Arscomica                                 |
| 2014 | El secreto de Puente Viejo: el primer secreto de Francisca y Raimundo | Juan Carlos Rubio     | Pedro Mirañar                      | ArequipA Teatro, Boomerang TV, Atresmedia |

## Otros trabajos
| Año  | Título                             | Dirección      | Compañía     |
| ---- | ---------------------------------- | -------------- | ------------ |
| 2015 | Premios Los mejores de 'La verdad' | Luisma Soriano | Arena Teatro |